# مجزرة كونيستون
كانت مجزرة كونيستون، التي وقعت في المنطقة المحيطة بمزرعة كونيستون لتربية الأبقار في الأراضي التي عُرفت سابقًا بأستراليا الوسطى (اليوم الإقليم الشمالي) من 14 أغسطس إلى 18 أكتوبر 1928، آخر مجزرة مورست بموافقة رسمية على السكان الأصليين الأستراليين وواحدة من آخر أحداث حروب الحدود الأسترالية. في سلسلة من الحملات التأديبية قُتلت مجموعات من شعب الوارلبيري والأنماتير والكايتيتي بقيادة الشرطي ويليام جورج موراي من شرطة الإقليم الشمالي. حدثت المجزرة ردًا على مقتل صائد كلاب الدنغو فريدريك بروكس، الذي قُتل على يد السكان الأصليين في أغسطس 1928 في مكان يدعى يوكورو، يُعرف أيضًا باسم بروكس سوك. تشير السجلات الرسمية في ذلك الوقت إلى مقتل ما لا يقل عن 31 شخصًا، ولكن تحليل الوثائق الموجودة والتاريخ الشفهي للسكان الأصليين يكشف عن أن الوفيات لربما وصلت إلى 200 شخص.

## المجزرة
قُتل بروكس في نحو يوم 7 أغسطس 1928، ودُفن جسده جزئيًا في حفرة أرنب. لم تُحدد هوية أي شهود عيان في حادثة القتل الفعلية، وهناك روايات متضاربة حول كيفية اكتشاف الجثة والأحداث اللاحقة.
في 15 أغسطس، وصل صياد الدنغو، بروس تشابمان، إلى كونيستون وأرسل ويليام جورج موراي، تشابمان وبادي وأليكس ويلسون وثلاثة متتبعين من السكان الأصليين إلى منطقة بروكس سوك لمعرفة ما حدث. دفن الثلاثة بروكس في خليج منطقة بروكس سوك. في فترة ما بعد الظهيرة، وصل اثنان من الوارلبيري، باديغار وولينغار إلى كونيستون للمقايضة بفروات رأس كلاب الدنغو. ظنًا بأنهما متورطان بعملية القتل، اعتقلهما بادي لكن ولينغار انزلق من أغلاله وحاول الهرب. أطلق موراي النار على ولينغار فسقط بجرح رصاصة في رأسه. ركله ستافورد بعدها في صدره وكسر أحد أضلاعه. بعد ذلك، قُيّد ولينغار بالسلاسل إلى شجرة لمدة 18 ساعة. في صباح اليوم التالي، انطلقت دورية المطاردة، تبعها باديغار وولينغار سيرًا على الأقدام ومقيدان بالسلاسل، إلى نهر لاندر حيث وجدوا معسكرًا مؤلفًا من 23 فردًا من الوارلبيري في نغاندارو. مع تطويق الدورية للمخيم، اندفع موراي وأحاط به السكان الأصليون وهم يصيحون، بدأ بريسكو بإطلاق النار وانضم إليه ساكسبي وموراي. قُتل ثلاثة رجال وامرأة، تدعى مارونغالي زوجة بولفروغ، أثناء المواجهة، وتوفيت امرأة أخرى متأثرة بجراحها بعد ساعة. أدى البحث اللاحق في المخيم إلى ظهور أغراضٍ تخص بروكس. كان ستافورد غاضبًا من موراي بسبب إطلاق النار وعاد في صباح اليوم التالي إلى كونيستون وحده.
أثناء الليل، ألقى موراي القبض على ثلاثة صبية أرسلتهم قبيلتهم لمعرفة ما تفعله الشرطة. قام موراي بضرب الأولاد لإجبارهم على اقتياد الشرطة إلى بقية أفراد الوارلبيري ولكن لو فعلوا ذلك، لعاقبتهم قبيلتهم. لحل هذه المعضلة، ضرب وهشّم الأولاد الثلاثة أقدامهم بالحجارة. رغم إصابتهم، أجبرهم موراي على قيادة الدورية وهم يعرجون؛ وفقًا لكريبين. بحلول الليل، وصلوا إلى جدول كوكاتو حيث شاهدوا أربعة من السكان الأصليين على تلة. قبض بادي وموراي على اثنين منهم، وفر أحدهما فأطلق موراي عدة طلقات تجاهه لكنها أخطأت الهدف، ثم انحنى بادي على ركبتيه وأطلق رصاصة واحدة أصابت الرجل الهارب في ظهره وقتلته على الفور. بعد استجواب الثلاثة الآخرين واكتشاف أن لا علاقة لهم بجريمة القتل، أطلق موراي سراحهم. لم يشهد اليومان التاليان أي اتصال مع السكان الأصليين على الإطلاق إذ انتشر الخبر مع السكان الأصليين المتجهين إلى الصحراء، الذين فضلوا المخاطرة بالموت عطشًا على مواجهة دورية الشرطة. بعودته إلى كونيستون، ترك موراي باديغار وولينغار وأحد الصبية الثلاثة - وهو لولوربرا البالغ من العمر 11 عامًا (المعروف باسم لالا، والذي سيصبح الشاهد الرئيسي في التحقيق)، الذي التهبت قدماه المهشمتان - في عهدة ستافورد قبل التوجه شمالًا لإكمال البحث.
بتتبع الآثار، عثرت الدورية على معسكرٍ يضم 20 فردًا من الوارلبيري، معظمهم من النساء والأطفال. اقترب موراي من المعسكر وأمر الرجال بإلقاء أسلحتهم. بسبب عدم فهمهم للغة الإنجليزية، هربت النساء والأطفال بينما وقف الرجال أرضهم لحمايتهم. أطلقت الدورية النار فقتلت ثلاثة رجال؛ وتوفي ثلاثة آخرين في وقت لاحق متأثرين بجراحهم وفر عدد غير معروف من المصابين. حسب رواية موراي، فإنه قابل أربع مجموعات مختلفة من الوارلبيري، واضطر في كل مواجهة إلى إطلاق النار دفاعًا عن النفس – فُقد ما مجموعه 17 ضحية. وشهد في وقت لاحق تحت القسم أن كل واحدٍ من الضحايا كان قاتلَ بروكس. وقدّر أفراد الوارلبيري أنه قُتل بين 60 إلى 70 شخصًا منهم على يد الدورية.
في 24 أغسطس، قبض موراي على أحد السكان الأصليين ويدعى أركيركرا وعاد إلى كونيستون حيث أخذ باديغار (توفي ولينغار في تلك الليلة وهو مقيد بالسلاسل إلى الشجرة) ثم سار بالاثنين مسافة 240 ميلًا (390 كم) إلى مدينة أليس سبرينغز. عند وصوله في 1 سبتمبر، اتُهم أركيركرا وباديغار بقتل بروكس في حين رُحب بموراي بوصفه بطلًا. في 3 سبتمبر، انطلق موراي إلى مزرعة باين هيل للتحقيق في شكاوٍ متعلقة بطعن الماشية بالرماح. لم يُسجل أي شيء بخصوص هذه الدورية، لكنه عاد في 13 سبتمبر مع سجينين. في 16 سبتمبر، أطلق هنري تيلماوث من مزرعة نابيربي الرصاص على شخصٍ من السكان الأصليين وقتله أثناء مطاردته بعيدًا عن المنزل؛ أُدرج هذا الحادث في التحقيق اللاحق. في التاسع عشر من ذات الشهر، غادر موراي مرة أخرى، وهذه المرة بناءً على أوامر بالتحقيق في هجوم غير قاتل على أحد المستوطنين، وهو ويليام ناغيت مورتن، في مزرعة برودميدوز للماشية، من قِبل مجموعة مؤلفة من 15 شخصًا من شعب المايال الوارلبيري الذين كانوا أيضًا في نفس المنطقة، حسب رواية مورتن.
اشتهر مورتن، وهو مصارع سيرك سابق، باستغلاله الجنسي للنساء من السكان الأصليين والعنف ضد خدمه البيض والسكان الأصليين. في 27 أغسطس، غادر معسكره للانتقام من السكان الأصليين بسبب طعنهم لماشيته بالرماح. وجد بجانب بحيرة بوميرانغ مخيمًا كبيرًا للوارلبيري. ما حدث هناك غير معروف لكن الوارلبيري قرروا قتل مورتن. أثناء الليل أحاطوا بمخيمه وفي الفجر هجم 15 رجل مسلح بالخذوفات وعصي اليام على مورتن. هاجمت كلابه السكان الأصليين وبعد تحرره منهم أطلق مورتن النار على أحدهم وهرب الباقون. عاد مورتن إلى مخيمه الرئيسي ونُقل إلى موقع بئر تي تري حيث أزالت إحدى الممرضات 17 شظية من رأسه وعالجته من كسر خطير في الجمجمة.
من مزرعة الماشية، في 24 سبتمبر، انطلقت مجموعة تضم موراي ومورتن وأليكس ويلسون وجاك كيوزاك (يتحدر الأخيران من السكان الأصليين)، في سلسلة من المواجهات: ثلاث حوادث وصفها موراي لاحقًا، وبحسب ما ورد قُتل فيها 14 آخرين من السكان الأصليين، ومن المرجح أن يكون هناك المزيد. في بحيرة توماهوك، قُتل أربعة أشخاص، في حين قُتل شخص واحد بالرصاص في موقع بئر سيركل وقتل موراي آخرًا بفأس. انتقلوا بعدها شرقًا إلى نهر هانسون حيث أُطلق النار على ثمانية آخرين. حددهم مورتن على أنهم مهاجموه. عادت المجموعة بحلول ذلك الوقت إلى برودميدوز لتجديد لوازمهم قبل السفر شمالًا. لم يُحتفظ بسجلات لهذه الدورية. وفقًا للوارلبيري، واجهت هذه الدورية السكان الأصليين في دينغو هول حيث قتلت 4 رجال و11 امرأة وطفلًا. يروي الوارلبيري أيضًا كيف هاجمت الدورية احتفالًا خاصًا بالسكان الأصليين (يُطلق على هذه الاحتفالات اسم كوروبوري) في تيبينبا، إذ ألقت القبض على عدد كبير من السكان الأصليين كما الماشية قبل إبعاد النساء والأطفال وإطلاق النار على جميع الرجال. هناك أدلة غير مؤكدة على مقتل ما يصل إلى 100 شخص إجمالًا في المواقع الخمسة.
عاد الشرطي ويليام جورج موراي إلى أليس سبرينغز في 18 أكتوبر حيث طُلب منه كتابة تقرير رسمي عن أفعال الشرطة. تألف التقرير من عدة أسطر فقط؛ كتب: «... وقعت حوادثٌ في رحلة استكشافية مع ويليام جورج مورتن، وللأسف كان لا بد من اتخاذ إجراء صارم أسفر عن إطلاق النار على عدد من السكان الأصليين الذكور». ولم يرد ذكر لعدد القتلى أو ملابسات إطلاق النار أو مكان وقوعه.